# Rogers Cup 2019
Rogers Cup 2019 — профессиональный теннисный турнир, проводящийся в Монреале и Торонто, Канада на хардовых кортах.
Мужской турнир проводился в 130-й раз, имея в этом году категорию Мастерс; женское же соревнование проводилось в 118-й раз и принадлежит к серии Премьер 5. Оба одиночных приза входили в цикл турниров US Open Series. Турнир проходил с 3 по 11 августа.
Прошлогодние победители:
- мужской одиночный разряд —  Рафаэль Надаль
- женский одиночный разряд —  Симона Халеп
- мужской парный разряд —  Хенри Континен /  Джон Пирс
- женский парный разряд —  Эшли Барти /  Деми Схюрс